# Platée
Pour la cité grecque, voir Platées.
Versions successives
Platée est un ballet bouffon de Jean-Philippe Rameau créé le 31 mars 1745 au Grand Manège du château de Versailles.

## Historique
Platée est qualifiée de ballet bouffon à sa création à l'occasion du mariage du fils de Louis XV, le dauphin Louis, avec l'infante espagnole Marie-Thérèse. « Certains esprits rieurs verront de nombreuses allusions à cet hymen dans l'intrigue entre Jupiter et Platée, notamment à cause de la réputation de laideron qui précédait la pauvre Marie-Thérèse. On ne peut que se réjouir que malgré cette discrète insolence Rameau ait peu après obtenu le poste de Maître de Musique de la Chambre du Roy ».
L'œuvre se compose d'un prologue et de trois actes, sur un livret tiré de Platée ou Junon jalouse, du dramaturge Jacques Autreau, inspiré des Béotiques, IXe livre, chapitre III, de la Description de la Grèce, du géographe-historien grec Pausanias.
Jean-Philippe Rameau avait acheté les droits de cet ouvrage, et demanda à l'homme de lettres Adrien-Joseph Le Valois d'Orville et à Sylvain Ballot de Sauvot d'en renforcer l'aspect comique, notamment par l'ajout du personnage de la Folie (porte-parole du compositeur lui-même) et d'une quantité désopilante de rimes en oi qui nous rappellent sans cesse que nous sommes au royaume des grenouilles.
On reproche souvent au livret de ne pas être à la hauteur de la partition. Cependant, lors de la création, le public n'a pas dû être si sévère, puisqu'on était déjà au quatrième jour de festoiement des noces princières.
C'est l'opéra le plus populaire de Rameau avec Les Indes galantes. Rarement l'orchestre ramellien aura été si séduisant, les rythmes si inventifs que dans cette cruelle mais hilarante histoire placée sous le signe de la Folie d'un laideron qui se croit irrésistible. Un concours de vanités qui semble venir des Fables de La Fontaine mais aussi annoncer l'autre génie du bouffe en musique prompt à tourner l'Olympe et la mythologie en dérision, Jacques Offenbach.

## Argument

### Prologue
Au royaume de Bacchus, Thespis, inventeur de la comédie, est réveillé par les Satyres, Ménades et autres vendangeurs. Il se résigne à fournir un nouveau divertissement, mais sans ménager personne. Thalie, Momus et l'Amour prêtent leur concours au sujet : les amours comiques de Jupiter.

### Acte I
Au pied du mont Cithéron, au milieu des éléments déchaînés, le roi Cithéron se lamente de la colère des dieux, et particulièrement de Junon (« Dieux, qui tenez l'univers dans vos mains »). Mercure descend des cieux dans l'espoir de guérir Junon de sa jalousie. Cithéron suggère que Jupiter feigne l'amour pour la nymphe ridicule qui règne sur le marais et Mercure, enchanté de l'idée, remonte au ciel. La grotesque Platée paraît, cherchant qui pourrait la consoler de sa solitude (« Que ce séjour est agréable »), accompagnée par le coassement des grenouilles et le chant des coucous. Hélas, elle aime Cithéron, qui n'éprouve pour elle que du… respect. La nymphe s'indigne (« Dis donc, dis donc pourquoi ? »), soutenue par le chœur qui coasse (« Quoi ? Quoi ? »). L'arrivée de Mercure met fin au tumulte et annonce que Jupiter, le maître du tonnerre, est tombé sous le charme de la déesse qui règne dans ces marais superbes. D'ailleurs, le temps se couvre, preuve de la jalousie de Junon : l'acte s'achève sur un enchaînement de danses et d'airs, arrêté par un orage orchestral des plus frénétiques.

### Acte II
Mercure a prévenu Junon, qui prépare sa vengeance. Jupiter daigne enfin descendre des cieux (« Aquilons trop audacieux ») et, à la vue du nuage divin, Platée est troublée (« À l'aspect de ce nuage »). Voilà que le dieu se métamorphose dans la meilleure tradition mythologique. Il devient d'abord un quadrupède, qui inspire à l'orchestre des braiments divers, puis « le plus beaux des hiboux », avant de s'envoler. Jupiter revient sous sa véritable forme : « Seriez-vous insensible à mes tendres vœux ? ». Ce à quoi la nymphe répond : « Ouffe » ! Le dieu convoque Momus et ordonne un divertissement. Le chœur se moque de la nouvelle élue (« Qu'elle est comique ! Qu'elle est belle ! »). Mais voici la Folie qui vient de dérober la lyre d'Apollon. Elle conte l'histoire de Daphné et d'Apollon dans un délirant air à l'italienne (« Aux langueurs d'Apollon, Daphné se refusa » ), puis de très beaux menuets en goûts en vièle, c’est-à-dire en imitant cet instrument champêtre, se font entendre, ce sont les moments les plus célèbres de la partition. Tous chantent ensuite la nouvelle Junon (« Hé, bon, bon, bon »).

### Acte III
Junon est en rage (« Haine, dépit, jalouse rage »), en dépit des efforts de Mercure pour la calmer. Platée réclame Hymen et l'Amour, mais Momus, pour retarder la cérémonie, multiplie les divertissements. De fausses Grâces puis de joyeux paysans viennent danser (« Chantez Platée, égayez-vous ») à la grande impatience de la nymphe. Jupiter est enfin contraint de jurer sa foi : que fait donc Junon ? Elle surgit enfin, prête à faire un mauvais sort à sa rivale, mais éclate de rire en arrachant le voile de Platée : « Que vois-je ! Ô ciel ! » et Jupiter de répondre : « vous voyez votre erreur ». Les deux époux réconciliés sur le dos de l'infortunée remontent aux cieux sans un mot pour elle. Platée, furieuse mais impuissante, doit fuir sous les quolibets du chœur.

## Distribution de la création
| Rôle              | Tessiture        | Première                                         |
| ----------------- | ---------------- | ------------------------------------------------ |
| Thespis           | haute-contre     | Jean-Paul Spesoller dit M. La Tour (Latour)      |
| Momus (Prologue)  | basse-taille     | M. Albert                                        |
| Thalie            | dessus (soprano) | Marie Fel                                        |
| Cupidon           | dessus           | Marie-Angélique Coupé (Couppé ou Coupée)         |
| Un satire         | basse-taille     | M. Benoit                                        |
| Deux vendangeuses | dessus           | Mlles Cartou et Dalman                           |
| Cithéron          | basse-taille     | François Le Page (Lepage)                        |
| Mercure           | haute-contre     | Jean-Antoine Bérard                              |
| Platée            | haute-contre     | Pierre de Jélyotte                               |
| Clarine           | dessus           | Mlle Bourbonnais                                 |
| Une naiade        | dessus           | Mlle Metz                                        |
| Jupiter           | basse-taille     | Claude-Louis-Dominique Chassé de Chinais         |
| La Folie          | dessus           | Marie Fel                                        |
| Junon             | dessus           | Marie-Jeanne Fesch dite Mlle Chevalier           |
| Momus (comédie)   | taille           | Louis-Antoine Cuvillier (Cuvilliers ou Cuvelier) |

## Représentations successives
Le 4 février 1749, Platée entre au répertoire de l'Opéra de Paris. Elle est représentée dans la salle du Palais-Royal. 
Le 21 avril 1977 l'Opéra de Paris en présente une nouvelle production sous la direction de Michel Plasson, dans une mise en scène d'Henri Ronse, une chorégraphie de Pierre Lacotte, des décors et des costumes de Beni Montrésor, avec Michel Sénéchal (Platée), Éliane Manchet et Michèle Reynaud en alternance (la Folie), Éliane Lublin (Thalie), Jean Dupouy (Thespis), Charles Burles (Mercure), Roger Soyer (Jupiter), Suzanne Sarroca (Junon), Jean-Marie Frémeau (Cithéron), Claude Meloni (un Satyre), Danièle Chlostawa (l'Amour), Renée Auphan (Clarine), Yves Bisson (Momus).
Le 28 avril 1999 l'Opéra de Paris présente la version de Marc Minkowski à la direction des Musiciens du Louvre-Grenoble dans la mise en scène de Laurent Pelly, la chorégraphie de Laura Scozzi, la damaturgie d'Agathe Mélinand, les décors de Chantal Thomas, les costumes de Laurent Pelly et les lumières de Joël Adam, avec Jean-Paul Fouchécourt et Tracey Welborn en alternance (Platée), Mireille Delunsch (la Folie), Annick Massis (Thalie), Paul Agnew (Thespis), Yann Beuron (Mercure), Vincent Le Texier (Jupiter), Nora Gubisch (Junon), Laurent Naouri (Cithéron, un Satyre), Cassandre Berthon (l'Amour, Clarine), Franck Leguérinel (Momus).
Montée en coproduction avec le Grand Théâtre de Genève, le Grand Théâtre de Bordeaux, l'Opéra de Montpellier et le Théâtre de Caen, la « version Minkowski » est donnée dans ces salles en 2000 et 2001 (avec à Bordeaux Gilles Ragon et Jean-Paul Fouchécourt en alternance (Platée), Mireille Delunsch (la Folie, Thalie), Yann Beuron (Thespis, Mercure), Vincent Le Texier (Jupiter), Martine Mahé (Junon), Jean-Philippe Courtis (Cithéron, un Satyre), Cassandre Berthon (l'Amour, Clarine), Franck Leguérinel (Momus)) et reprise  à l'Opéra de Paris en 2002, 2006, 2009, 2015 et 2022 (avec Lawrence Brownlee (Platée), Amina Edris et Julie Fuchs en alternance (La Folie, Thalie), Mathias Vidal (Thespis), Reinoud Van Mechelen (nl) (Mercure), Jean Teitgen (Jupiter), Adriana Bignani-Lesca (Junon), Nahuel di Pierro (Cithéron, un Satyre), Tamara Bounazou (l'Amour, Clarine), Marc Mauillon (Momus), Ching-Lien Wu, chef des chœurs).